# MusicBrainz
 (transkr. Mjuzikbrejnc) jest društveno-održavana enciklopedija otvorenog koda, koja sadrži podatke o muzici. Korisnici mogu da doprinesu ovom sajtu tako što će pružiti korinse informacije o svojim omiljenim izvođačima, numerama i svim drugim aspektima koji se tiču muzike. MusicBrainz baza podataka trenutno broji više od 846.000 izvođača i 16.300.800 numera. Ciljevi MusicBrainz-a su da postanu krajnji izvor muzičkih informacija, dozvoljavajući svima da doprinesu i puštaju podtake pod otvorenom licencom. Takođe da postanu univerzalna lingva franka za muziku, tako što ce obezbediti pouzdanu i nedvosmislenu formu muzičke indentifikacije, omogućavajući i ljudima i mašinama da imaju smisliene razgovore o muzici.
Vlasnik ovog sajta je MetaBrainz Foundation (SAD) koji veruje u besplatan i otvoren pristup podacima. Music Brainz se aktivno razvija od strane društva i nudi mnogobrojne proizvode. Jedan od proizvoda je i MusicBrainz Picard, višeplatformska aplikacija.
MusicBrainz je učesnik Google Summer of Code projekta.
MusicBrainz dobio je ime po tome što ukazuje na opšti cilj projekta: mnogo ljudi (mozgova) sarađuju kako bi poboljšalji digitalno muzičko iskustvo.

## Istorija
Koren ovog projekta je softverski program Workman koji se koristi za puštanje audio CD-ova na UNIX sistemima. Workman ima mogućnost da prikaže ime trenutno puštane numere. Indeks fajl je korišćen kako bi se skladištilo nađeno ime za svaku pesmu. Posle nekog vremena veliki indeks fajl sa informacijama o oko hiljadu audio CD-ova je napravljen od strane Internet zajednice. Indeks fajl sistem počeo je šire da se koristi kada su Windows korisnici počeli da ga koriste. Windows Audio CD plejer je mogao da vidi indeks fajl ali veličina je bila ograničena na 640KB. To je značilo da Windows korisnici nisu mogli da koriste veliki Internet indeks fajl sistem, a da ne isprave softver.
Godine 1996 stvari su se promenile, kada je kreirana Internet Compact Disc Database. Umesto ravnog fajla sa podacima o hiljadama audio CD-ova, primenjen je model klijent/server. Jedan centralni server  može da se koristi kako bi se pristupilo informacijama o audio CD-ovima. Ovaj server je prihvatao i do 800 audio CD-ova na dan. Međutim broj duplikata audio CD-ova koji sada postoje u bazi podataka je visok - 10 unosa istog audio CD-a pod drugačijim brojem nije neuobičajeno. Mnoge stavke takođe sadrže brojne pravopisne greške. CDDB.com nije imao mehanizam za ispravljanje tih grešaka. Uprkos tome, sistem je postao popularan i koristan. Stvari su se drastično promenile kada je otvoren CDDB.com kupila kompanija koja je htela da zaradi novac od doprinosa koji su ljudi napravili. Indeks fajl koji je bio napravljen od strane Internet zajednice više nije mogao da se kopira. Patenti su dobijeni i odobreni, veliko negodovanje javnosti dovelo je do početka nekoliko projekata za stvaranje otvorenog koda, konkurenta komercijalne CDDB.com(sada Gracenote). Jedan od tih projekata je i MusicBrainz.
MusicBraiz projekat nema za cilj da zameni CDDB. Music Brainz koristi relacionu bazu podataka i ima spisak funkcija koje ga čine znatno naprednijim u odnosu na CDDB. MusicBrainz je počeo kao alat pod nazivom "CD index". Novo ime je izabrano posle sastanka u Amsterdamu 1999 godine, gde je odlučeno da ce slobodno umetanje informacija i veb-bazirano glasanje biti fokus druge generacije projekata. Vremenom MusicBrainz fokus se prometio od CD-identifikacije do izvora inforamcija o svim stvarima koje se tiču muzike.

## 
je 501(c)(3) je neprofitna oraganizacija, oslobođena od poreza, osnovana u decembru 2004 godine sa sedištem u San Luis Obisipo, California, koja veruje u besplatan i otvoren pristup podacima. MetaBrainz Foundation je podešen da izgradi društveno-održavanu bazu podataka i da ih učini dostupnim u javnom domenu ili pod . Podaci su prikupljeni uglavnom od strane volontera, i verifikovani od strane glasačkog sistema, kako bi se uverilo da su podaci dosledni i ispravni. Sva nekomercijalna upotreba je besplatna, ali od komercijlnog korisnika se traži da plati za redovno ažuriranje, kako bi se pomoglo finansiranju projekta. MetaBrainz ohrabruje sve korisnike da doprinesu procesu sakupljanja podataka, kako bi njihovi podaci bili što obimniji.
MetaBrainz veruje u transparentne finansije i ima nekoliko komerijalnih kupaca koji plaćaju za pogodan pristup podacima.
MetaBrainz Foundation je takođe podržana od strane mnogih sponzora, koji obezbeđuju sredstva kako bi fondacija ostvarila ciljeve.
MusicBrainz Picard je višeplatformska (Linux/Mac OS X/Windows) aplikacija pisana na jeziku  i to je zvanični  označivač. Picard podržava većinu audio formata, u stanju je da koristi  , da izvodi CD pretragu , disc ID podnošenja , i ima odličnu podršku za . Pored navedenog ima i nekoliko dostupnih dodataka koji nadograđuju Picard-ove mogućnosti. Kada se označava fajli, Picard koristi album-orijentacioni pristup. Ovaj pristup omogućava da se MusicBrainz podaci iskoriste što je bolje moguće i da se pravilno označi muzika.
Od verzije 0.7.0, MusicBrainz Picard podržava automatsko identifikovanje audio fajlova putem MusicDNS servisa koristeći Open Fingerprint Architecture acoustic fingerprinting technology.
Od verzije 0.16 Picard dozvoljava korisnicima da koriste AcousID umesto MusicDNS.
Picard je dobio ime po kapetanu Jean-Luc Picard iz TV serije Star Trek: The Next Generation
Podrzani fajl formati:
- -{MP3, TTA (ID3)
- Ogg Vorbis, FLAC, Speex (Vorbis comment), Opus
- Musepack, WavPack, OptimFROG, Monkey's Audio (APEv2 tag)
- AAC, ALAC (MP4)
- Windows Media Audio
- WAV}-

## MusicBrainz proizvodi

### Desktop programi
- -{MusicBrainz Picard
- Jaikoz Music Tagger
- Magic MP3 Tagger
- Yate Music Tagger
- SongKong Tagger}-

### servisi
- -{MusicBrainz Server
- MusicBrainz Database
- Live Data Feed
- FreeDB Gateway}-

## Kako doprineti
Postoji mnogo načina da se doprinese MusicBrainz projektu. Može se donirati novac, pisati kod, dizajnirati, testirati ili dokumentovati.

### Podaci

#### Dodavanje podataka
Postoji više načina na koje možete dodati podatke na MusicBrainz:
Koristiti veb interfejs da bi se dodali izvođači, albumi i numere.
- Koristiti stranicu za pretragu da bi se otišlo na stranicu izvođača , ili ako ne može da se nađe, dodavanje nove stranice. Sa stranice izvođaca možemo da kliknemo dodaj obrade ili dodaj snimanja linkove da se započne doprinos. Postarajte se da pratite uputstva!
- Preuzimanje Picarda-zvanični  označivač- koristiti ga da se prepozna i očisti digitalna muzička kolekcija. Označivač će pokušati da automatski prepozna fajlove i provešće korisnika kroz proces spajanja neidentifikovanih fajlova.
  - Korišćenje Picard-ovog "Add Cluster as Release" dodatka, koristite svoje postojeće oznake kao polazište za dodavanje obrada sa veb inferfejsom.
  - Ubacite audio CD u čitač, kliknite dugme za pronalaženje i pratite instrukcije za doprinos Disc IDs.
  - Pomozite drugim da uporede svoje fajlove, tako što ćete podesiti AcooustID sa Picard-om i podnositi otiske tamo gde ih nema.
- Koristiti MusicBraiz za Android, podnošenje barkodova, ocenjivanje i označavanje.

#### Održavanje podataka
I ako su novi podaci bitni za MusicBrainz, već postojećim podacima je bitno unapređenje, kako bi se ispravile greške i kako nove informacije postaju dostupne, stilovi smernica se menjaju ili dodaju, ili se ubacuje server sa novim mogućnostima.
Da bi se pomoglo održavanju već postojećih podataka, koristite stranicu za pretragu da pronađete informacije radi preispitivanja. Ako se uoči greška, nestali podaci, ili duplikati u bazi podataka, onda izmenite, obrišite ili spojite linkove na izvodač/album stranici.

#### Razmatranje podataka
Svaka promena koja se izvrši sa bazom podataka se ubacuje u MusicBrainz moderator sistem. MusicBrainz-ovi urednici imaju priliku da razmotre te promene i da se postaraju da su one ispravne i da su u skaldu sa stilom smernica i da glasaju ili prokomentarišu promenu.
Razmatranje i glasanje od strane drugih urednika je takođe bitno, kako bi se osiguralo da ulazni podaci u MusicBrainz su od početka ispravni.

### Novac

#### Donacije
Ako vam se čini da je MusicBrainz vredan truda, razmotrite doniranje novca MetaBrainz fondu. Ono što donirate će biti iskorišćeno kako bi se pomoglo pokrivanju troškova MusicBrainz projekta, to uključuje plaćanje za tekuće troškove kao hosting, hardver, održavanje kancelarije u San Luis Obispo, California i plaćanje onima koji rade na razvijanju MusicBrainz-a.

#### Licence podataka
takođje prodaje komercijalne licence za Live Data Feed, koje je inače licencirana kao CC-BY-NC-SA. Ovo pruža odličan način da ih kompanije podržavaju, dok koriste MusicBrainz podatke. Svako može preuzeti snimke podataka nekoliko dana stare ili da koriste veb servis, kako bi imali instantni do datuma pristupa podacima. MusicBrainz naplaćuje komerijalnim korisnicima za blagovremen i pogodan pristup podacima. Na primer, licenca podataka pruža pogodan način da se zaobiđu ograničavajuće stope veb servisa.

### Kod/ Dizajn / Testiranje / Dokumentacija
Može se doprineti tako što ćete razvijati MusicBrainz. MusicBrainz je posvećen razvijanju softvera otvorenog koda, serverske i korisničke biblioteke su dostupne pod GPL(GNU Opšta javna licenca) i LGPL(GNU Lesser General Publlic License).
- Ukoliko ste programer, možete pomoći tako što ćete napisati kod za server , Picard, ili klijentsku biblioteku. Ukoliko tražite gde da počnete, bug tracker ima mnogo stvari na kojim treba da se poradi, ili dođite na razgovor u IRC. Ako pišete server kod, možete pomoći Server Setup-u ili MusicBrainz Sandbox serveru.
- Ukoliko ste dizajner, pomoć i savet je potrebna oko UI i UX.
- Ukoliko niste ni programer ni dizajner, i dalje možete da pomognete - stalno su potrebni ljudi radi testiranja novih karakteristika( na test serveru ili sandbox serveru) i dokumentovanje za već napravljenje stvari.

## Literatura
- https://wiki.musicbrainz.org/MusicBrainz
- http://www.youtube.com/watch?v=QuO5IdrWros
- http://www.youtube.com/channel/UCtPvki0P_16biEz8wnnc2YQ
- http://www.sk.rs/2009/06/skpd04.html
- http://wiki.musicbrainz.org/Products
- https://musicbrainz.org/doc/General_FAQ
- https://web.archive.org/web/20160404012044/http://www.ischool.berkeley.edu/programs/mims/projects/2011/musicbrainz

## Spoljašnje veze
- Facebook stranica
- Zvanični sajt MetaBrainz
- Zvanični sajt MusicBrainz
- MuisicBrainz twitter stranica